# ستانلي ففارا
ستانلي ففارا (بالإنجليزية: Stanley Fafara)‏ مواليد 20 سبتمبر 1949 في سان فرانسيسكو - الوفاة 20 سبتمبر 2003 في بورتلاند، الولايات المتحدة، هو ممثل أمريكي بدأ مسيرته الفنية سنة 1955. من أعماله ليف إت تو بيفر في سنة 1957 (بدور: هوبرت ويتني).

## روابط خارجية
- ستانلي ففارا على موقع IMDb (الإنجليزية)
- ستانلي ففارا على موقع إن إن دي بي (الإنجليزية)